# Фоминых, Сергей Фёдорович
Серге́й Фёдорович Фомины́х (25 августа 1940, посёлок Висим, Висимский район, Свердловская область, СССР — 31 декабря 2019, Томск, Россия) — советский и российский историк, профессор кафедры современной отечественной истории Томского государственного университета. Заслуженный профессор Национального исследовательского Томского государственного университета.

## Биография

### Семья
Отец С. Ф. Фоминых, Фёдор Матвеевич (1908—1993), из многодетной семьи потомственных горнозаводских рабочих Демидовских заводов близ Нижнего Тагила на Урале. Мать С. Ф. Фоминых, Прасковья Андреевна (дев. Николаева, 1906—1985), была родом из крестьян с. Горохова Поля Чистопольского уезда Казанской губернии. В семье было 5 детей, 2 из которых умерли в раннем возрасте (братья С. Ф. Фоминых: Владимир, 1930—1993, был военнослужащим; Анатолий, р. 1947, работал рабочим на Орско-Халиловском металлургическом комбинате, в настоящее время на пенсии; сестра С. Ф. Фоминых, Людмила, 1932—2015).
Был женат на Тамаре Александровне Бычковой (1941—2022), дочери ректора ТГУ А. П. Бычкова. Она окончила историко-филологический факультет ТГУ, кандидат исторических наук, работала доцентом кафедры новой, новейшей истории и международных отношений исторического факультета ТГУ.
Их дети: Илья (р. 1968), окончил юридический факультет ТГУ, кандидат юридических наук, в настоящее время доцент кафедры криминалистики Юридического института ТГУ.
Артемий (р. 1976), учился на экономическом факультете ТГУ, в настоящее время — коммерческий директор Дизайн-студии Провинция.

### Детство, начало трудовой деятельности
В 1944—1946 годах С. Ф. Фоминых вместе с родителями жил в Енакиево (Украина), куда отца из Нижнего Тагила направили на восстановление металлургического завода, разрушенного немецко-фашистскими войсками. С 1947 года С. Ф. Фоминых вместе с родителями переехал в Новотроицк (Чкаловская область), где отец С. Ф. Фоминых стал работать на строительстве Орско-Халиловского металлургического комбината (ОХМК). После окончания средней школы № 4 в Новотроицке (1957) С. Ф. Фоминых устроился учеником слесаря, затем слесарем 3-го разряда механических мастерской коксохимцеха ОХМК.

### Студенческие годы
В 1958 году поступил на историческое отделение историко-филологического факультета ТГУ.
Среди его университетских учителей были А. И. Данилов, И. М. Разгон, А. П. Бородавкин, З. Я. Бояршинова, Г. И. Пелих, М. Е. Плотникова, М. С. Кузнецов, А. А. Говорков, С. С. Григорцевич, В. И. Матющенко, Б. Г. Могильницкий, Н. Н. Киселёв, Э. Ф. Молина и другие.
Принимал участие в научно-исследовательской работе, был членом НСО, старостой студенческого научного кружка. Активно занимался спортом. Избирался председателем спортсовета историко-филологического факультета, членом бюро ВЛКСМ факультета, членом комитета ВЛКСМ ТГУ.
В 1964 году окончил Томский государственный университет по специальности «история» с квалификацией «историк, учитель истории средней школы и школы с преподаванием на иностранном языке», защитив дипломную работу «Некоторые вопросы истории Гражданской войны и интервенции в СССР (1917—1920 гг.) в освещении современной буржуазной историографии» (научный руководитель доцент, затем профессор М. Е. Плотникова).

### Учебная и административная работа в Томском университете
- С 1 сентября 1964 года — ассистент, с 1 ноября 1964 года — аспирант кафедры истории СССР советского периода Томского университета.
- С 1 сентября 1966 года — ассистент, с 11 октября 1972 года — доцент кафедры истории СССР советского периода Томского университета.
- С 1 сентября 1984 — старший научный сотрудник (докторант), с 1 сентября 1986 года — доцент, с 27 февраля 1991 года — профессор кафедры истории СССР советского периода Томского университета.
- Со 2 сентября 1991 года по 31 августа 2017 года — заведующий кафедрой истории СССР советского периода Томского университета (с 1992 года — кафедра современной отечественной истории) исторического факультета ТГУ.
- С 15 мая 1976 года по 31 августа 1984 года С. Ф. Фоминых — заместитель декана исторического факультета ТГУ.
- С 20 сентября 1982 года по 20 февраля 1983 года — исполнял обязанности декана исторического факультета.

Одновременно с 1 февраля 2003 года — директор Центра истории высшего образования и науки Сибири Томского университета.
Учёное звание профессора по кафедре современной отечественной истории присвоено Комитетом по высшей школе Министерства науки, высшей школы и технической политики РФ 18 июня 1992 года.
В разные годы читал или читает курсы: история СССР; источниковедение истории России (XX в.); спецкурсы: «Мемуары как источник по истории советского общества», «Актуальные проблемы и новые подходы в освещении истории революции и Гражданской войны в России», «История Томского университета» и др.

## Научная деятельность
Область научных интересов С. Ф. Фоминых — историография и источниковедение истории Гражданской войны в Сибири, история науки и образования в Сибири. Занимался критическим анализом освещения проблем истории Гражданской войны и иностранной интервенции в Сибири в американской немарксистской историографии.
26 января 1970 года в совете ТГУ защитил диссертацию «Американская буржуазная историография Гражданской войны и интервенции в Сибири» на соискание учёной степени кандидата исторических наук (научный руководитель доцент М. Е. Плотникова; официальные оппоненты доктора исторических наук профессора Б. М. Шерешевский, С. С. Григорцевич и В. С. Флёров; утверждена ВАК 8 мая 1970).
В дальнейшем переключился на изучение американской дипломатической переписки как исторического источника по истории иностранной интервенции и Гражданской войны в Сибири и на Дальнем Востоке. В качестве объекта исследования избрал многотомную публикацию госдепартамента США «Документы по внешней политике Соединённых Штатов: Россия, 1918—1920», изданную в США в 1930-х годах на английском языке. Им был дан анализ публикации госдепартамента США как комплекса исторических источников по проблеме Гражданской войны и интервенции в Советской России, охарактеризованы типы источников, включённых в публикацию. С. Ф. Фоминых выявил неиспользованные внутренние информационные возможности этого вида источников для изучения важнейших проблем истории интервенции и Гражданской войны в Сибири и на Дальнем Востоке. Проследил влияние данной публикации на советскую историографию, а также на концептуальный багаж немарксистской, прежде всего американской историографии Гражданской войны и интервенции в России, раскрыл приёмы работы её представителей с этими источниками. Им также определено место публикации в общем корпусе источников по истории интервенции и Гражданской войны в России.
В декабре 1989 года в совете ТГУ защитил докторскую диссертацию «Американская дипломатическая переписка как источник по истории интервенции и Гражданской войны в Сибири и на Дальнем Востоке» (официальные оппоненты доктора исторических наук, профессора Г. З. Иоффе, С. С. Григорцевич, В. И. Шишкин, А. Л. Литвин; утверждена ВАК 13 июля 1990).
С середины 1990-х годов С. Ф. Фоминых разрабатывал проблемы социальной истории отечественной науки и высшего образования. С. Ф. Фоминых основал на кафедре новое научное направление по истории высшего образования и науки Сибири.
В 1994 году по инициативе С. Ф. Фоминых в ТГУ была создана учебно-научная исследовательская лаборатория «Сибирь: исторические традиции и современность», на базе которой был подготовлен с участием студентов и аспирантов биографический словарь «Профессора Томского университета» (1888—2013), шесть томов которого включают свыше 900 персоналий учёных, работавших в разное время в Томском университете.
Уникальность созданной С. Ф. Фоминых научно-учебной лаборатории состоит не только в исследовании комплекса проблем отечественной истории, истории науки и образования в частности, но и в постоянной подготовке кадров историков. Лаборатория стала своеобразным учебным центром для студентов и аспирантов. За двадцать лет её существования 40 студентов успешно защитили дипломные работы, опубликовали в студенческие годы более 400 научных статей. Состав лаборатории пополняется студентами младших курсов, которые под руководством профессора С. Ф. Фоминых активно включаются в исследовательскую работу.
По инициативе С. Ф. Фоминых на базе лаборатории в 2003 году был открыт Центр истории высшего образования и науки Сибири, который он возглавил.
Исследования С. Ф. Фоминых поддержаны грантами РГНФ (1998—2000, 2000—2002, 2003—2005, 2006—2008, 2008—2009, 2010—2011). В 2001—2003 — соруководитель проекта «Программы поддержки кафедр» Института «Открытое общество» (фонд Сороса). Участвовал в выполнении Президентской программы «Ведущие научные школы России. Историческое познание и историческое сознание». Принимал участие в организации и проведении научных конференций и совещаний историков в ТГУ. Им подготовлено 4 доктора и 25 кандидатов исторических наук. Среди его учеников доктора исторических наук Э. И. Черняк, И. В. Нам, С. А. Некрылов, Д. Н. Шевелёв.
Список кандидатских и докторских диссертаций, написанных под руководством С. Ф. Фоминых в 1991—2015 гг. →

| КАНДИДАТСКИЕ И ДОКТОРСКИЕ ДИССЕРТАЦИИ, НАПИСАННЫЕ ПОД РУКОВОДСТВОМ С. Ф. ФОМИНЫХ в 1991—2015 гг. - Кандидатские диссертации, написанные под научным руководством С. Ф. Фоминых 1. Наумова Наталья Ивановна. Национальная политика колчаковщины. Томский государственный университет. Томск, 1991 г. Специальность 07.00.02 — Отечественная история. Научные руководители: И. М. Разгон и С. Ф. Фоминых. 2. Коломыцева Любовь Михайловна. Конституционные демократы в Сибири (февраль 1917 — начало 1918 г.). Томский государственный университет. Томск, 1993 г. Специальность 07.00.01 — Отечественная история. Научные руководители: И. М. Разгон и С. Ф. Фоминых. 3. Коголь Татьяна Николаевна. Русская Православная Церковь и государство. 1917—1927 гг. (на материалах Западной Сибири). Томский государственный университет. Томск, 1995 г. Специальность 07.00.02 — Отечественная история. Научные руководители: М. Е. Плотникова и С. Ф. Фоминых. 4. Курышев Игорь Владимирович. Социально-психологический облик крестьянства Западной Сибири в годы гражданской войны (по материалам периодической печати). Томский государственный университет. Томск, 1998 г. Специальность 07.00.02 — Отечественная история. 5. Некрылов Сергей Александрович. Профессорско-преподавательский корпус Императорского Томского университета (1888 — февраль 1917 г.). Томский государственный университет. Томск, 1999. Специальность 07.00.02 — Отечественная история. 6. Луков Евгений Викторович. Законодательные акты Западно-Сибирского комиссариата и Временного Сибирского правительства как источник по истории Гражданской войны в Сибири (конец мая — начало ноября 1918 г.). Томский государственный университет. Томск, 1999. 7. Специальность 07.00.09 — Историография, источниковедение и методы исторического исследования. 8. Шевелев Дмитрий Николаевич. Военно-пропагандистская деятельность антибольшевистских правительств Сибири в годы гражданской войны (По материалам периодической печати). Томский государственный университет. Томск, 1999. Специальность 07.00.02 — Отечественная история. 9. Нестеренко Павел Леонидович. Сибирская периодическая печать о взаимоотношениях правительства адмирала А. В. Колчака с союзниками: источниковедческий аспект. Томский государственный университет. Томск, 2000. Специальность 07.00.09 — Историография, источниковедение и методы исторического исследования. 10. Литвинов Александр Валерьевич. Профессорско-преподавательский корпус Томского университета (20—30-е годы XX века). Томский государственный университет. Томск, 2002. Специальность 07.00.02 — Отечественная история. 11. Мельников Сергей Михайлович. Дальстрой как репрессивно-производственная структура НКВД-МВД СССР (1932—1953 годы). Томский государственный университет. Томск, 2002. Специальность 07.00.02 — Отечественная история. 12. Белоусова Ольга Александровна. Иностранные рабочие и специалисты на Кузнецком металлургическом комбинате (1929—1939 гг.). Томский государственный университет. Томск, 2004. Специальность 07.00.02 — Отечественная история. 13. Петров Константин Валерьевич. Профессорско-преподавательский состав Томского университета (1945 — начало 80-х гг.). Томский государственный университет. Томск, 2004. Специальность 07.00.02 — Отечественная история. 14. Грибовский Михаил Викторович. Профессорско-преподавательский состав Томского медицинского института (1931—1945 гг.). Томский государственный университет. Томск, 2005. Специальность 07.00.02 — Отечественная история. 15. Шевченко Наталия Анатольевна. Профессорско-преподавательский состав Томского инженерно-строительного института (1952—1985 гг.). Томский государственный университет. Томск, 2006. Специальность 07.00.02 — Отечественная история. 16. Корнева Лариса Евгеньевна. Общественно-политическая и культурная жизнь Западной Сибири в 1953—1964 гг. и её отражение в периодической печати. Томский государственный университет. Томск, 2006. Специальность 07.00.02 — Отечественная история. Научные руководители: Л. И. Боженко и С. Ф. Фоминых. 17. Костюков Алексей Александрович. Реформирование высшего образования Кемеровской области на этапе становления рыночной экономики: 1992—1998 гг. Кемеровский государственный университет. Кемерово, 2006. Специальность 07.00.02 — Отечественная история. 18. Зленко Константин Васильевич. П. Н. Крылов — основатель сибирской ботанической школы. Томский государственный университет. Томск, 2006. Специальность 07.00.10 — История науки и техники. 19. Ульянов Андрей Сергеевич. Томский государственный университет в годы Великой Отечественной войны 1941—1945 гг. Томский государственный университет. Томск, 2007. Специальность 07.00.02 — Отечественная история. 20. Костерев Антон Геннадьевич. Научная биография академика В. Д. Кузнецова. Томский государственный университет. Томск, 2008. Специальность 07.00.10 — История науки и техники. 21. Крайнева Ирина Александровна. Научная биография академика А. П. Ершова. Томский государственный университет. Томск, 2008. Специальность 07.00.10 — История науки и техники. 22. Хаминов Дмитрий Викторович. Историческая наука и образование в Томском университете (конец XIX в. — 1991 г.). Томский государственный университет. Томск, 2010. Специальность 07.00.10 — История науки и техники. 23. Меркулов Сергей Александрович. Научная биография профессора Томского университета Василия Васильевича Сапожникова (1861—1924 гг.). Томский государственный университет. Томск, 2010. Специальность 07.00.10 — История науки и техники. 24. Цеховой Николай Петрович. Аспирантура и докторантура Томского государственного университета и их роль в формировании и развитии научных школ и направлений (сер. 1920-х гг. — 1991 г.). Томский государственный университет. Томск, 2011. 25. Специальность 07.00.10 — История науки и техники. 26. Сорокин Александр Николаевич. Сибирский физико-технический институт имени академика В. Д. Кузнецова: история создания и деятельности в 1920-е гг. — 1991 г. Томский государственный университет. Томск, 2012. Специальность 07.00.10 — История науки и техники. 27. Глущенко Никита Андреевич. Гражданская война и интервенция в Сибири и на Дальнем Востоке в оценках американской периодической печати (конец 1917 — апрель 1920 гг.): по материалам газеты «The New York Times». Томский государственный университет. Томск, 2014. Специальность 07.00.02 — Отечественная история. - Докторские диссертации, написанные под руководством С. Ф. Фоминых 1. Черняк Эдуард Исаакович. Общественно-политическая жизнь Сибири: съезды, конференции и совещания общественных и политических объединений и организаций (март 1917 — ноябрь 1918 гг.). Томский государственный университет. Томск, 2001. Специальность 07.00.02 — Отечественная история. 2. Нам Ираида Владимировна. Национальные меньшинства Сибири и Дальнего Востока в условиях революции и гражданской войны (1917—1922 гг.). Томский государственный университет. Томск, 2008. Специальность 07.00.02 — Отечественная история. 3. Некрылов Сергей Александрович. Томский университет — первый научный центр в азиатской части России (середина 1870-х гг. — 1919 г.). Томский государственный университет. Томск, 2009. Специальность 07.00.10 — История науки и техники. 4. Шевелев Дмитрий Николаевич. Осведомительная работа антибольшевистских правительств на территории Сибири в годы Гражданской войны (июнь 1918 — январь 1920 гг.). Томский государственный университет. Томск, 2012. Специальность 07.00.02 — Отечественная история. Список составлен Д. В. Хаминовым |
Действительный член Академии гуманитарных наук (1998). Стипендиат НК «ЮКОС» (2003). Научная стипендия губернатора Томской области (2013).

## Научно-организационная работа
С. Ф. Фоминых в 1970-е годов был учёным секретарём экспертной комиссии по историческим дисциплинам координационного научного совета Сибири.
С. Ф. Фоминых является председателем диссертационного совета Д 212.267.18 (этнография, этнология и антропология; история науки и техники; музееведение, консервация и реставрация историко-культурных объектов) и членом диссертационного совета Д 212.267.03 (отечественная история; всеобщая история нового и новейшего времени; историография, источниковедение и методология исторического исследования) в ТГУ. Состоял членом докторского диссертационного совета в Кемеровском университете. С 1999 года — член библиотечного совета научной библиотеки Томского государственного университета. Входит в состав редакционных советов «Вестник ТГУ» и «Сибирский медицинский журнал».
Член исторического совета «Сибирский медицинский журнал». С 1995 года — научный руководитель музея истории Томского государственного университета и один из авторов экспозиции музея, открытой в сентябре 2002 года.

## Общественная работа
Избирался председателем профбюро историко-филологического факультета ТГУ.
Состоял в КПСС (1975—1991). Избирался секретарём партбюро исторического факультета (1986—1987). Был членом общества «Знание», выступал с лекциями для населения Томска и области. Являлся председателем Томского областного движения за самоуправление (1994—1996).
Член Томской региональной общественной организации «Профессорское собрание».
Многие годы С. Ф. Фоминых активно занимался спортом, был неоднократным чемпионом ТГУ, города и области в беге на средние дистанции, рекордсменом области в эстафетном беге. Тренировал сборную Томского университета по бегу на средние и длинные дистанции.

## Награды
Государственные
- Медаль ордена «За заслуги перед Отечеством» II степени (2005).
- Благодарность Президента Российской Федерации (2014).

Ведомственные
- Благодарность министра образования и науки за участие в подготовке издания биографического словаря «Профессора Томского университета» (2009).
- Нагрудный знак Министерства образования и науки России «За развитие научно-исследовательской работы студентов» (2009).

Региональные
- Юбилейная медаль «400 лет городу Томску» (2004).
- Знак отличия Томской области «За заслуги в сфере образования» I степени (2014).
- Юбилейная медаль «70 лет Томской области» (2015).
- Юбилейная медаль «70 лет Великой Победы» (2015).

Томского государственного университета
- Медаль «За заслуги перед Томским государственным университетом» (1998).
- Серебряная медаль «В благодарность за вклад в развитие Томского государственного университета» в составе творческого коллектива создателей биографического словаря «Профессора Томского университета» (2003).
- Серебряная медаль «В благодарность за вклад в развитие Томского государственного университета» (2009).

Почётные звания
- Почётный работник высшего профессионального образования РФ (2000);
- Заслуженный ветеран труда Томского государственного университета (2000);
- Заслуженный профессор Томского государственного университета (2013).

Премии
- Лауреат конкурса Томской области в сфере образования и науки (1998, 2002).

## Основные работы
- К истории интервенции и Гражданской войны в Сибири и на Дальнем Востоке: *Критический анализ американской дипломатической переписки как исторического источника. — Томск, 1988.
- Совместно с Е. Н. Косых. Периодическая печать Сибири в годы гражданской войны (конец мая 1918 — дек. 1919): Указатель газет и журналов: Пособие для студентов. — Томск, 1991.
- Профессора Томского университета: Биографический словарь. Вып. 1. 1888—1917 / Отв. ред. С. Ф. Фоминых. — Томск: Изд-во Том. ун-та, 1996.
- Законодательная деятельность белых правительств Сибири (июнь — нояб. 1918). Вып. 1-3 / Сост. Е. В. Луков, С. Ф. Фоминых, Э. И. Черняк. — Томск, 1998.
- Профессора Томского университета: Биографический словарь / С. Ф. Фоминых, С. А. Некрылов, Л. Л. Берцун, А. В. Литвинов. — Томск: Изд-во Том. ун-та, 1998. — Т. 2.
- Профессора Томского университета: Биографический словарь (1945—1980) / С. Ф. Фоминых, С. А. Некрылов, Л. Л. Берцун, А. В. Литвинов, К. В. Петров, К. В. Зленко. — Томск: Изд-во Том. ун-та, 2001. — Т. 3.
- Профессора Томского университета: Биографический словарь (1980—2003) / С. Ф. Фоминых, С. А. Некрылов, К. В. Петров, Л. Л. Берцун, А. В. Литвинов, К. В. Зленко. — Томск: Изд-во Том. ун-та, 2003. Т. 4, ч. 1.
- Профессора Томского университета: Биографический словарь (1980—2003) / С. Ф. Фоминых, С. А. Некрылов, К. В. Петров, Л. Л. Берцун, А. В. Литвинов, К. В. Зленко. — Томск: Изд-во Том. ун-та, 2003. Т. 4, ч. 2.
- Профессора Томского университета: Биографический словарь (1980—2003) / С. Ф. Фоминых, С. А. Некрылов, К. В. Петров, Л. Л. Берцун, А. В. Литвинов, К. В. Зленко. Томск: Изд-во Том. ун-та, 2003. — Т. 4, ч. 3.
- Ректоры Томского университета: Биографический словарь (1888—2003) / С. Ф. Фоминых, С. А. Некрылов, К. В. Петров, А. В. Литвинов, К. В. Зленко. — Томск: Изд-во Том. ун-та, 2003.
- Профессора Томского университета: биогр. словарь (2003—2012) / С. Ф. Фоминых, С. А. Некрылов, М. В. Грибовский и др. — Томск: Изд-во Том. ун-та, 2013. — Т. 6: 2003—2012.
- Университет - моя Судьба / Том. гос. ун-т ; [сост. Л. Л. Берцун ; под ред. С. Ф. Фоминых, С. А. Некрылова]. - Томск : Том. гос. ун-т, 2011.
- Томский университет: 135 лет в истории России, 1878-2013 / [сост.: С. Ф. Фоминых и др. ; под ред. С. Ф. Фоминых, Е. М. Игнатенко ; сост.: С. Ф. Фоминых и др.]. - Томск : Издательство Томского университета, 2013.
- Открытый миру.. : хроника визитов в Томский университет (1880-2013) / [сост.: Г. В. Майер, С. Ф. Фоминых, С. А. Некрылов и др. ; под ред. Г. В. Майера]. - Томск : Издательство Томского университета, 2013.
- Императорский Томский университет в воспоминаниях современников / Нац. исслед. Том. гос. ун-т ; [сост.: С. Ф. Фоминых (отв. ред.) и др.]. - Томск : Издательство Томского университета, 2014.
- Томский комитет ученых в годы Великой Отечественной войны 1941-1945 гг.: документы и материалы / Том. гос. ун-т, Совет ректоров вузов Том. обл., Центр документации новейшей истории Том. обл. ; [сост., отв. ред. С. Ф. Фоминых и др.]. - Томск : издательский Дом Том. гос. ун-та, 2015.
- Д. И. Менделеев и В. М. Флоринский в истории Томска / [Э. В. Галажинский, Г. А. Майер, С. Ф. Фоминых, С. А. Некрылов]. - Томск : Издательский Дом Томского государственного университета, 2016.
- Исторические исследования в Томском университете в постсоветский период. 1991-2017 гг. : [коллективная монография / В. П. Бойко, М. В. Грибовский, Л. В. Дериглазова и др.] ; науч. ред. С. Ф. Фоминых, В. П. Зиновьев ; Нац. исслед. Том. гос. ун-т. - Томск : Издательский Дом Томского государственного университета, 2017.
- Выдающиеся выпускники Томского государственного университета / [авт.-сост. С. Ф. Фоминых, С. А. Некрылов, М. В. Грибовский и др. ; отв. ред. С. Ф. Фоминых ; Том. гос. ун-т]. - Томск : Издательский Дом Томского государственного университета, 2018.
- Томский государственный университет - дело всей России : дайджест по истории возникновения первого Императорского университета в Сибири / [сост. С. Ф. Фоминых, И. А. Дунбинский ; техн. сост. Е. Е. Гришина ; авт. идеи Г. В. Майер, Ю. А. Эмер ; Том. гос. ун-т]. - Томск : Издательский Дом Томского государственного университета, 2018.
- Из XX в XXI век. Хроники Томского университета 1995-2013 гг. : к 140-летию основания Томского университета / [Г. В. Майер, С. Ф. Фоминых, М. Д. Бабанский и др. ; под ред. Г. В. Майера, С. Ф. Фоминых ; Том. гос. ун-т]. - Томск : Издательский Дом Томского государственного университета, 2018.
- Славься, университет! : иллюстрированные страницы истории ТГУ / Нац. исслед. Том. гос. ун-т ; [авт. коллектив: Н. М. Дмитриенко, Э. И. Черняк, С. А. Некрылов и др. ; ред. совет: Э. В. Галажинский (председ.), Э. И. Черняк (науч. ред.) и др.]. - Томск : Издательство Томского университета, 2018.
- Очерки истории освоения и изучения Северной Азии / [Дацышен В. Г., Зиновьев В. П., Лысенко Ю. А. и др. ; отв. ред. В. П. Зиновьев] ; М-во науки и высш. образования РФ, Нац. исслед. Том. гос. ун-т. - Томск : Издательство Томского университета, 2019.
- 25 лет служения Томскому государственному университету : итоги деятельности научно-исследовательской лаборатории "Сибирь: исторические традиции и современность" (1994-2019 гг.) / сост. И. А. Дунбинский, В. В. Расколец, Е. А. Костылева, А. О. Степнов] ; под ред. С. Ф. Фоминых, С. А. Некрылова ; Нац. исслед. Том. гос. ун-т. - Томск : Издательский Дом Томского государственного университета, 2019.
- Подвиг их бессмертен : судьбы студентов, аспирантов и сотрудников Томского государственного университета в годы Великой Отечественной войны / под ред. С. А. Некрылова ; М-во науки и высш. образования Рос. Фед., Нац. исслед. Том. гос. ун-т, Гос. архив Том. обл. - Томск : Издательский Дом Томского государственного университета, 2020.
- Философско-педагогическое наследие С. И. Гессена и современные проблемы образования, воспитания, культуры : сборник научных трудов Всероссийской научно-практической конференции с международным участием - традиционных пятых Гессеновских чтений, посвященных 130-летию со дня рождения С. И. Гессена, Томск, 1-2 марта 2018 г.) / Нац. исслед. Том. гос. ун-т, Фак. ист. и полит. наук, Том. гос. пед. ун-т, Департамент общ. образования Том. обл., Том. обл. ин-т повышения квалификации и переподготовки работников образования ; ред. кол.: С. Ф. Фоминых (предс.) [и др.]. - Томск : Издательство Томского государственного университета, 2020.
- Императорский Томский университет и Русское географическое общество (конец XIX – начало XX в.) / С. А. Некрылов, С. Ф. Фоминых, А. О. Степнов // Вестник Томского государственного университета. 2020. № 461. С. 150-160.
- Социально-экономическое положение Томского государственного университета в 1990-е гг. (по материалам газеты "Alma mater") / В. В. Расколец, С. А. Некрылов, С. Ф. Фоминых // Вестник Томского государственного университета. 2022. № 477. С. 163-172.